# Victor Javier Ferreras Quintanilla
Víctor Ferreras Quintanilla (Benavente, 19 de desembre de 1972) és un exfutbolista castellanolleonès, que jugava de migcampista. Va arribar a la internacionalitat sub-21 amb la selecció espanyola.

## Trajectòria
Es va formar a les files del Reial Valladolid. Després de passar pel juvenil i el filial, debuta amb el primer equip a la 1991/92, disputant dos partits. A la temporada 1993/94 ja té més continuïtat a Primera Divisió, tot i que la seua aportació es redueix a nou partits. Serà a la dramàtica 94/95, amb el Valladolid al final de la taula, quan tinga la seua oportunitat i hi juga 18 partits. Eixe any, tot i quedar penúltim, el club castellanolleonès es va salvar del descens per qüestions administratives.
L'estiu de 1995 deixa el club val·lisoletà i marxa al Sevilla FC, on disputa 22 partits. Una xifra que milloraria a la temporada següent, amb l'Hèrcules CF, que acaba de pujar a primera divisió. Va aparèixer en 27 ocasions, però no va poder evitar el descens de categoria.
Amb els herculans, va jugar dues temporades més en Segona Divisió, tot i que la seua contribució fou testimonial: 8 partits en estes dues campanyes. Finalment, el 1999 hi penja les botes a causa d'una lesió.